# Johann Bernhard Wilhelm Lindenberg
Johann Bernhard Wilhelm Lindenberg, född 18 september 1781 i Lübeck, död 6 juni 1851 i Bergedorf, var en tysk jurist och botaniker (bryolog). Auktorsnamnet Lindenb. kan användas för Johann Bernhard Wilhelm Lindenberg i samband med ett vetenskapligt namn inom botaniken; se Wikipediaartiklar som länkar till auktorsnamnet.